# Lilltjärnen (Skellefteå socken, Västerbotten, 719578-175936)
Lilltjärnen är en sjö i Skellefteå kommun i Västerbotten och ingår i Kågeälven-Skellefteälvens kustområde.